# غاضرة بن سمرة التميمي
غاضِرَة بن سمرة العنبري التميمي صحابي روى عدة أحاديث، بعثه النبيُّ محمد على الصدقات.

## سيرته
هو غاضِرَة بن سمرة بن عمرو بن قرط بن جندب بن العنبر بن عمرو بن تميم، ووالده هو سمرة بن عمرو بن قرط العنبري صحابي وهو الذي استخلفه خالد بن الوليد على اليمامة حين انصرف، ومن بنيه وَلدٌ اسمه عبيد، يُكنى أبا النجاب، وهو شاعر، ذكره الشاعِر جرير في شِعْره.
بعثه النبيُّ على الصدقات، ذكر محمد بن إسماعيل البخاري في التاريخ الكبير أنه سمع من عثمان بن عفان وروى عنه ابن عون، وكذلك ذكر ابن أبي حاتم، بينما ذكره ابن حبان في ثقات التابعين.